# Heinrich Dreser
Heinrich Dreser (ur. 1 października 1860 r. w Darmstadt, zm. 21 grudnia 1924 r.) – niemiecki chemik, profesor farmakologii na Uniwersytecie w Getyndze, pracownik firmy Bayer i jej dyrektor ds. badań; wprowadził aspirynę na rynek i jako drugi zsyntetyzował diacetylomorfinę (heroinę) jako lek na kaszel, ale to Felix Hoffmann opracował metodę jej produkcji na skalę przemysłową. Firma Bayer przedstawiała Dresera jako odkrywcę heroiny, jednak wcześniej zsyntetyzował ją Charles Romley Alder Wright.